# Ирина Палеологиня (византийская императрица)
Ирина Палеологиня (XIV век — XIV век) — византийская императрица в браке с императором Матфеем Кантакузином.
Дочь Димитрия Палеолога (сына императора Андроника II Палеолога) и его жены Феодоры.

## Жизнь
Согласно «Истории» Иоанна VI Кантакузина, Ирина вышла замуж за его сына Матфея в 1340 году.
26 октября 1341 года Иоанн VI был коронован императором в Дидимотихоне. Его соперник Иоанн V Палеолог царствовал в Константинополе. Гражданская война между ними продолжалась до 1347 года. 3 февраля 1347 года обе стороны достигли соглашения. Иоанна VI сделали старшим императором, а Иоанна V — его младшим соправителем.
15 апреля 1353 года Матфей был объявлен соимператором, и конфликт между Иоанном V и Иоанном VI возобновился из-за того, что Иоанн VI пытался обеспечить своему сыну наследование престола. Таким образом, Ирина стала третьей императрицей-консортом вместе со своей свекровью Ириной Асень (женой Иоанна VI) и невесткой Еленой Кантакузиной (женой Иоанна V).
4 декабря 1354 года Иоанн VI отрёкся от престола и удалился в монастырь (то же сделала и его супруга), в то время как Иоанн V взял контроль над Константинополем. Матфей смог сохранить свой титул и часть Фракии в личном правлении. В феврале 1356 года он и Ирина были захвачены сербскими войсками и оставались в плену до того, как были доставлены к Иоанну V в декабре 1357 года. Матфей был вынужден отречься от престола, и Ирина перестала считаться императрицей. Дата её смерти неизвестна.

## Дети
У супругов было как минимум пятеро детей:
- Иоанн Кантакузин (ок. 1342 — после 1361), деспот.
- Димитрий I Кантакузин (ок. 1343 — 1383), севастократор, короткое время правил Морейским деспотатом.
- Феодора Кантакузина — старшая дочь. Согласно «Истории», воспитывалась своей бабкой по отцовской линии Ириной Асень. Предполагается, что она также стала монахиней.
- Елена Кантакузина — вышла замуж за Луиса Фадрике, графа Салоны. Была регентом Салоны в 1382—1394 годах.
- Мария Кантакузина — вышла замуж за Иоанна Ласкариса Калофера, сенатора из Кипра.